# Comuna Gorje
Gorje (Občina Gorje) este o comună din Slovenia, cu o populație de 2.917 locuitori.

## Localități
Grabče, Krnica, Mevkuž, Perniki, Podhom, Poljšica pri Gorjah, Radovna, Spodnje Gorje, Spodnje Laze, Višelnica, Zgornje Gorje, Zgornje Laze